# カレー包囲戦 (1346年-1347年)

エドワード3世の進軍騎行経路。1346年7月12日サン＝ヴァースト＝ラ＝ウーグに上陸し9月4日カレーに至る。

カレー包囲戦（カレーほういせん、英: Siege of Calais）は、クレシーの戦いの後、1346年9月4日から1347年8月3日に亘って、イングランド王エドワード3世がフランスの港湾都市カレーを包囲し開城させた戦い（攻城戦）。以降、カレーは百年戦争を通じて重要なイングランドの拠点であり続け、百年戦争後も1558年までイングランド領だった。

## 背景
クレシーの戦いの後、イングランド軍はこれ以上の行軍を行う戦力、物資を欠き、またイングランドの艦隊は既にノルマンディーからイングランドに戻っており、イングランド軍は大陸に留まるための拠点を確保する必要があった。カレーは、今後の戦略的拠点として理想的な条件を有していた。100年以上前から二重の城壁と濠を有しており、さらに市内の北西部にある城塞は独自の濠と防護設備を有しており、非常に防備が固かった。それに加え、イングランドからの最短距離でイギリス海峡に面しており、一度、占拠してしまえば海からの補給を受けることができた。しかし、今後の拠点として使用するためには、この防護の固い都市にあまり損傷を与えないで奪う必要があった。

## 包囲戦
1346年9月にイングランド軍は包囲を開始した。包囲軍はイングランドとフランドルからの補給を受けており、フランス王フィリップ6世は、その補給路を断とうとしたが失敗した。一方、包囲軍も当初は、フランスに協力するジェノヴァ船によるカレーへの補給を完全に遮断することはできず、約2ヶ月近く進展は無かった。
11月に大砲、カタパルト、長梯子などが供給されたが、都市を囲む湿地帯はそれらの据え付けに適しておらず、有効に利用できなかった。冬になるとイングランド軍における不満は高まったが、エドワード3世は強い指導力を発揮し包囲を継続した。カレーの周辺に無数の掘っ立て小屋を築かせ、商人や職人を集め、市場や店も用意した臨時の集落を作り上げて長期の包囲に備え、食糧不足による開城を目指す戦術に変更したのである。フランスによる海上からのカレーへの補給は一度は成功したが、その後はイングランド海軍に阻まれ食料、補給品の供給は途絶えることになった。春になるとイングランド側には多くの補給品、船、兵が到着し、戦力はクレシーの戦いの時以上に膨れ上がり、海上封鎖もより完璧となった。
1347年6月になるとカレーへの食料、水の供給はほとんどなくなり、7月にガレー船10隻を含むフランス補給船団がイングランド船団に追い払われると、口減らしのために500人の子供、老人を都市から外に出したが、イングランド軍は彼らを追い返したため、彼らは市内にも戻れず、城壁の外で飢え死にすることになった（ただし、フロワサールの年代記の記述では、エドワード3世は彼らに食事と金を与えて通行を許したとある）。
フランスは船、ボート等によるカレーへの補給には最大限の努力を払っていたが、包囲軍への直接攻撃は行えなかった。ようやく7月にフィリップ6世は軍を集めてカレー近くに陣を敷いたが、将兵共に戦闘における自信を失っており、攻撃をかけることが出来ず、7月31日に諦めて陣を引き払い撤退した。

## 結果
8月1日、救援の希望を失い、食料も尽きてカレーの守備隊、市民は開城を提案した。エドワード3世は大部分の市民を市内から追放し、代わりにイングランドから商人、職人を呼び寄せて居住させた。市内には、イングランドからの補給が無くても当面維持できるだけの多くの物資を貯蔵したが、加えて羊毛を蓄え、フランドルに安定して羊毛を供給し資金を得られる体制を整えた。後に周辺地域を獲得すると多くの砦を築き、カレーの防護を一層強化した。これにより、イングランド軍はいつでもカレーを拠点として、出撃、撤収することができるようになった。
フランスはこの後、何度かカレーを攻めたが百年戦争中は攻略できず、1558年までイングランドが占領していた。

## カレーの市民

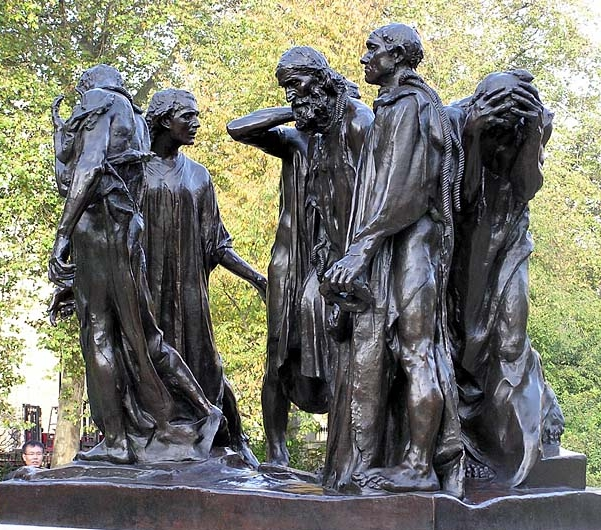
ロダン作、カレーの市民

フランス側では、カレー開城の際に6人の市民代表がエドワード3世の元に出頭して市民を救ったという以下のような話が広く知られており、ロダンはこれを元に彫像「カレーの市民」を作成し、現在もカレー市内に設置されている。ただし、イングランド側では、騎士道を重んじたエドワード3世が市民を全員処刑するつもりだったというのは在り得ない話だと否定的である。
カレーが飢餓により開城を申し出た時、エドワード3世は、これ程に抵抗してイングランドを苦しめた罰として、全市民を処刑するも身代金を取るもエドワード3世の自由とする無条件降伏を要求した。しかし、交渉に当たったウィリアム・マーニーなどの忠告により、市民を助ける代わりに主要な6人の市民が代表として、無帽、裸足で首に処刑のためのロープをまいて出頭するよう命じた。これを受けて、ユスターシュ・サンピエールを始めとした6人の市民が勇敢に名乗りを上げ、指示された通りの装いで城門の鍵を持って王の元に現れた。王は彼らの処刑を命じたが、王妃フィリッパの涙ながらの取り成しにより、彼らの命を助けた。フィリッパは彼らを丁重にもてなしカレーに帰らせた。